# Onthophagus worsissa
Onthophagus worsissa es una especie de insecto del género Onthophagus, familia Scarabaeidae, orden Coleoptera.
Fue descrita científicamente por Roth en 1851.